# Основно училище „Паисий Хилендарски“ (Надарево)
Основно училище „Паисий Хилендарски“ е основно училище в село Надарево, община Търговище, разположено на адрес: улица „Мальовица“ №2. Директор на училището е Веселин Николов.
По оценки към 2001 г. учениците от цигански произход са около 25-30 процента.